# McHenry County (Illinois)
Das McHenry County ist ein County im US-amerikanischen Bundesstaat Illinois. Im Jahr 2010 hatte das County 308.760 Einwohner und eine Bevölkerungsdichte von 200,1 Einwohnern pro Quadratkilometer. Der Verwaltungssitz (County Seat) ist Woodstock.
Das McHenry County ist Bestandteil der Metropolregion Chicago.

## Geografie
Das County liegt im äußersten Norden von Illinois im nordwestlichen Vorortbereich von Chicago an der Grenze zu Wisconsin. Es hat eine Fläche von 1563 Quadratkilometern, wovon 20 Quadratkilometer Wasserfläche sind. An das McHenry County (Illinois) grenzen folgende Nachbarcountys:
|               | Walworth County (Wisconsin) | Kenosha County (Wisconsin) |
| Boone County  |                             | Lake County                |
| DeKalb County | Kane County                 | Cook County                |

## Geschichte
Das McHenry County wurde am 16. Januar 1836 aus Teilen des Cook County und des LaSalle County gebildet. Benannt wurde es nach William McHenry, einem Pionier des White County und US-Senator.

### Territoriale Entwicklung
Ehemals reichte das County im Osten bis an den Michigansee.

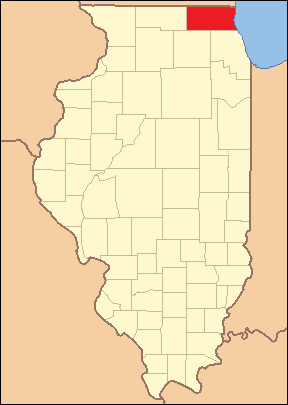
Das McHenry County bei seiner Gründung im Jahr 1836
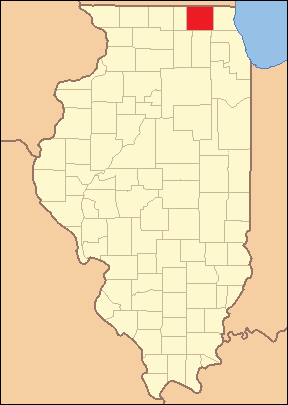
1839 bis heute

## Demografische Daten
Nach der Volkszählung im Jahr 2010 lebten im McHenry County 308.760 Menschen in 108.361 Haushalten. Die Bevölkerungsdichte betrug 200,1 Einwohner pro Quadratkilometer. In den 108.361 Haushalten lebten statistisch je 2,83 Personen.
Ethnisch betrachtet setzte sich die Bevölkerung zusammen aus 94,3 Prozent Weißen, 1,3 Prozent Afroamerikanern, 0,5 Prozent amerikanischen Ureinwohnern, 2,6 Prozent Asiaten sowie aus anderen ethnischen Gruppen; 1,3 Prozent stammten von zwei oder mehr Ethnien ab. Unabhängig von der ethnischen Zugehörigkeit waren 11,7 Prozent der Bevölkerung spanischer oder lateinamerikanischer Abstammung.
26,7 Prozent der Bevölkerung waren unter 18 Jahre alt, 53,7 Prozent waren zwischen 18 und 64 und 19,6 Prozent waren 65 Jahre oder älter. 50,2 Prozent der Bevölkerung war weiblich.

Das jährliche Durchschnittseinkommen eines Haushalts lag bei 76.909 USD. Das Pro-Kopf-Einkommen betrug 32.318 USD. 6,9 Prozent der Einwohner lebten unterhalb der Armutsgrenze.

## Ortschaften im McHenry County
Citys
| - Chrystal Lake - Harvard - Marengo | - McHenry - Woodstock |

Villages
| - Algonquin1 - Barrington Hills2 - Bull Valley - Cary - Fox Lake3 | - Fox River Grove3 - Greenwood - Hebron - Holiday Hills - Huntley1 | - Island Lake3 - Johnsburg - Lake in the Hills - Lakemoor3 - Lakewood | - McCullom Lake - Oakwood Hills - Port Barrington3 - Prairie Grove - Richmond | - Ringwood - Spring Grove - Trout Valley - Union - Wonder Lake |

Census-designated places (CDP)
- Chemung
- Pistakee Highlands

Andere Unincorporated Communities
| - Alden - Big Foot Prairie - Burtons Bridge - Coral - Franklinville | - Harmony - Hartland - Lawrence - Palm Beach - Ridgefield | - Riley - Silver Lake - Solon Mills |

1 – teilweise im Kane County

2 – teilweise im Cook, Kane und im Lake County

3 – teilweise im Lake County

## Gliederung
Das McHenry County ist in 17 Townships eingeteilt:
| Township           | Einwohner (2010) | FIPS     |
| ------------------ | ---------------- | -------- |
| Alden Township     | 1.402            | 17-00607 |
| Algonquin Township | 88.389           | 17-00698 |
| Burton Township    | 5.003            | 17-10032 |
| Chemung Township   | 9.134            | 17-12892 |
| Coral Township     | 3.552            | 17-16314 |
| Dorr Township      | 20.911           | 17-20396 |
| Dunham Township    | 2.844            | 17-21111 |
| Grafton Township   | 53.137           | 17-30666 |
| Greenwood Township | 13.990           | 17-31680 |

| Township          | Einwohner (2010) | FIPS     |
| ----------------- | ---------------- | -------- |
| Hartland Township | 2.031            | 17-33305 |
| Hebron Township   | 2.356            | 17-33864 |
| McHenry Township  | 47.653           | 17-45707 |
| Marengo Township  | 7.564            | 17-46799 |
| Nunda Township    | 38.245           | 17-54495 |
| Richmond Township | 6.683            | 17-63654 |
| Riley Township    | 2.922            | 17-64096 |
| Seneca Township   | 2.944            | 17-68653 |
|                   |                  |          |